# Robert Black (rugbysta)
Robert Black (ur. 23 sierpnia 1893 w Arrowtown, zm. 21 września 1916 we Francji) – nowozelandzki rugbysta, reprezentant kraju. Jeden z trzynastu All Blacks, którzy zginęli podczas bitew I wojny światowej.
Uczęszczał do Otago Boys High School i występował w szkolnej drużynie rugby. Grał jako łącznik ataku i ceniony był za prędkość i przyśpieszenie. Na poziomie klubowym związany był Dunedin Pirates, zaś w regionalnym zespole Otago zaliczył dwanaście występów. W 1914 roku grał w klubie White Star Rugby Club w Westport i dla regionu Buller.
Dwukrotnie, w latach 1912 i 1914, był wybierany do reprezentacji Wyspy Południowej. W tym drugim został również powołany do reprezentacji kraju przygotowującej się do tournée po Australii. Dla All Blacks wystąpił w sześciu spotkaniach tej wyprawy, w tym w wygranym testmeczu z Australią.
Pracował w Bank of New South Wales. Po wybuchu I wojny światowej służył w Otago Mounted Rifles, a następnie w Canterbury Infantry Regiment. Zginął w trakcie bitwy nad Sommą w okolicach Longueval, będąc jednym z trzynastu nowozelandzkich reprezentantów, którzy polegli w tym konflikcie.